# LOSC Lille 2015-2016
Questa voce raccoglie le informazioni riguardanti il LOSC Lille nelle competizioni ufficiali della stagione 2015-2016.

## Maglie e sponsor
Lo sponsor tecnico per la stagione 2015-2016 è Nike, mentre lo sponsor tecnico è Partouche. La prima maglia è rossa, calzoncini blu e calzettoni rossi con inserti blu. La seconda maglia è bianca con inserti neri e gialli, calzoncini bianchi e calzettoni neri con inserti gialli.
| Casa | Trasferta |

## Organigramma societario
Area direttiva
- Presidente: Michel Seydoux
- Direttore generale: Jean-Michel Vandamme
- Direttore generale aggiunto: Reynald Berge
- Delegato: Didier De Climmer

Area organizzativa
- Direttore marketing, comunicazione e biglietteria: Aurélien Delespierre
- Direttore amministrativo e giuridico: Julien Mordacq

Area tecnica
- Direttore sportivo: François Vitali
- Allenatore: Hervé Renard ,da novembre Frédéric Antonetti
- Allenatore in seconda: Patrick Collot
- Collaboratori tecnici: Jean-Marie De Zerbi, Rachid Chihab, Chérif Oudjani
- Preparatori atletici: Grégory Dupont, Barthélémy Delecroix
- Preparatore dei portieri: Jean-Pierre Mottet

Area sanitaria
- Responsabile: Eric Rolland
- Medico sociale: Joffrey Martin
- Massaggiatori: Bruno Le Natur, Jérôme Andral, Dario Fort, Gaël Pasquer, Cyril Praud

## Rosa
| N. |                           | Ruolo | Calciatore        |
| -- | ------------------------- | ----- | ----------------- |
| 1  | Nigeria (bandiera)        | P     | Vincent Enyeama   |
| 2  | Francia (bandiera)        | D     | Sébastien Corchia |
| 3  | Mali (bandiera)           | D     | Youssouf Koné     |
| 4  | Francia (bandiera)        | C     | Florent Balmont   |
| 5  | Argentina (bandiera)      | D     | Renato Civelli    |
| 6  | Camerun (bandiera)        | C     | Ibrahim Amadou    |
| 7  | Marocco (bandiera)        | C     | Sofiane Boufal    |
| 8  | Marocco (bandiera)        | C     | Mounir Obbadi     |
| 9  | Francia (bandiera)        | A     | Yassine Benzia    |
| 10 | Francia (bandiera)        | C     | Marvin Martin     |
| 11 | Svizzera (bandiera)       | C     | Éric Bauthéac     |
| 12 | Costa d'Avorio (bandiera) | A     | Serhou Guirassy   |
| 13 | Zambia (bandiera)         | D     | Stophira Sunzu    |
| 14 | Ghana (bandiera)          | C     | Yaw Yeboah        |
| 15 | Francia (bandiera)        | C     | Lenny Nangis      |
| 16 | Francia (bandiera)        | P     | Steeve Elana      |
| 17 | Francia (bandiera)        | C     | Soualiho Meïté    |
| 18 | Francia (bandiera)        | D     | Franck Béria      |

| N. |                           | Ruolo | Calciatore            |
| -- | ------------------------- | ----- | --------------------- |
| 19 | Francia (bandiera)        | D     | Djibril Sidibé        |
| 20 | Francia (bandiera)        | C     | Ryan Mendes           |
| 21 | Francia (bandiera)        | C     | Ronny Rodelin         |
| 22 | Costa d'Avorio (bandiera) | A     | Gadji Tallo           |
| 23 | Francia (bandiera)        | D     | Adama Soumaoro        |
| 24 | Francia (bandiera)        | C     | Rio Mavuba (capitano) |
| 25 | Montenegro (bandiera)     | D     | Marko Baša            |
| 26 | Portogallo (bandiera)     | C     | Alexis Araujo         |
| 27 | Belgio (bandiera)         | A     | Baptiste Guillaume    |
| 28 | Francia (bandiera)        | D     | Benjamin Pavard       |
| 29 | Svizzera (bandiera)       | A     | Michael Frey          |
| 30 | Francia (bandiera)        | P     | Jean Butez            |
| 31 | Francia (bandiera)        | C     | Morgan Amalfitano     |
| 32 | Portogallo (bandiera)     | C     | Marcos Lopes          |
| 33 | Francia (bandiera)        | C     | Nolan Mbemba          |
| 39 | Portogallo (bandiera)     | A     | Éder                  |
| 40 | Francia (bandiera)        | P     | Mike Maignan          |

## Calciomercato

### Sessione estiva(dal 01/07 al 31/08)
| Acquisti | Acquisti           | Acquisti          | Acquisti                   |
| R.       | Nome               | da                | Modalità                   |
| -------- | ------------------ | ----------------- | -------------------------- |
| P        | Mike Maignan       | Paris SG          | definitivo (1 milione €)   |
| D        | Renato Civelli     |                   | svincolato                 |
| D        | Julian Jeanvier    | Mouscron-Peruwelz | fine prestito              |
| D        | Stophira Sunzu     | Shangai Shenhua   | prestito                   |
| C        | Ibrahim Amadou     | Nancy             | definitivo (2 milioni €)   |
| C        | Éric Bauthéac      | Nizza             | definitivo (2,4 milioni €) |
| C        | John Jairo Ruiz    | Mouscron-Peruwelz | fine prestito              |
| C        | Nolan Mbemba       | Mouscron-Peruwelz | fine prestito              |
| C        | Lenny Nangis       | Caen              | definitivo (1 milione €)   |
| C        | Mounir Obbadi      |                   | svincolato                 |
| C        | Ronny Rodelin      | Mouscron-Peruwelz | fine prestito              |
| C        | Yaw Yeboah         | Manchester City   | prestito                   |
| A        | Yassine Benzia     | O. Lione          | definitivo (1 milione €)   |
| A        | Baptiste Guillaume | Lens              | definitivo (4 milioni €)   |
| A        | Serhou Guirassy    | Laval             | definitivo (500.000 €)     |
| A        | Gadji Tallo        | Roma              | definitivo (1 milione €)   |

| Cessioni | Cessioni           | Cessioni          | Cessioni                    |
| R.       | Nome               | a                 | Modalità                    |
| -------- | ------------------ | ----------------- | --------------------------- |
| D        | Julian Jeanvier    | Red Star          | prestito                    |
| D        | Simon Kjær         | Fenerbahçe        | definitivo (7,65 milioni €) |
| D        | David Rozehnal     |                   | svincolato                  |
| C        | Jonathan Delaplace | Caen              | definitivo (600.000 €)      |
| C        | Idrissa Gueye      | Aston Villa       | definitivo (9 milioni €)    |
| C        | Marcos Lopes       | Manchester City   | fine prestito               |
| C        | Ryan Mendes        | Nottingham Forest | prestito                    |
| C        | John Jairo Ruiz    | Dnipro            | prestito                    |
| C        | Ronny Rodelin      | Caen              | prestito                    |
| C        | Adama Traoré       | Monaco            | prestito                    |
| A        | Abdoulay Diaby     | Club Bruges       | definitivo (2 milioni €)    |
| A        | Kevin Koumbemba    | Brest             | prestito                    |
| A        | Divock Origi       | Liverpool         | fine prestito               |
| A        | Nolan Roux         | Saint-Étienne     | definitivo (2 milioni €)    |

### Sessione invernale(dal 02/01 al 01/02)
| Acquisti | Acquisti          | Acquisti     | Acquisti   |
| R.       | Nome              | da           | Modalità   |
| -------- | ----------------- | ------------ | ---------- |
| C        | Morgan Amalfitano |              | svincolato |
| C        | Marcos Lopes      | Monaco       | prestito   |
| A        | Éder              | Swansea City | prestito   |

| Cessioni | Cessioni        | Cessioni      | Cessioni |
| R.       | Nome            | a             | Modalità |
| -------- | --------------- | ------------- | -------- |
| C        | Alexis Araujo   | Boulogne      | prestito |
| C        | Soualiho Meïté  | Zulte Waregem | prestito |
| A        | Michael Frey    | Lucerna       | prestito |
| A        | Serhou Guirassy | Auxerre       | prestito |

## Risultati

### Ligue 1

#### Girone d'andata
| Arbitro: | Fautrel |

|  |           |           |
|  | Marcatori | 57’ Lucas |

| Principato di Monaco 14 agosto 2015, ore 20:30 CEST 2ª giornata | Monaco | 0 – 0 referto | Lilla | Stade Louis II (13.284 spett.)\| Arbitro: \| Millot \| |
| Arbitro:                                                        | Millot |               |       |                                                        |

| Villeneuve d'Ascq 23 agosto 2015, ore 14:00 CEST 3ª giornata | Lilla    | 0 – 0 referto | Bordeaux | Stade Pierre-Mauroy (28.035 spett.)\| Arbitro: \| Jaffredo \| |
| Arbitro:                                                     | Jaffredo |               |          |                                                               |

| Arbitro: | Lesage |

|            |           |  |
| Boufal 23’ | Marcatori |  |

| Lione 12 settembre 2015, ore 17:00 CEST 5ª giornata | Olympique Lione | 0 – 0 referto | Lilla | Stade de Gerland (32.137 spett.)\| Arbitro: \| Schneider \| |
| Arbitro:                                            | Schneider       |               |       |                                                             |

| Arbitro: | Jochem |

|          |           |            |
| Ntep 74’ | Marcatori | 49’ Boufal |

| Arbitro: | Miguelgorry |

|  |           |          |
|  | Marcatori | 5’ Iloki |

| Arbitro: | Buquet |

|           |           |  |
| N'Gog 56’ | Marcatori |  |

| Arbitro: | Ennjimi |

|                              |           |  |
| Boufal 43’ (rig.) Sidibé 64’ | Marcatori |  |

| Arbitro: | El Hadj |

|            |           |            |
| Briand 33’ | Marcatori | 30’ Boufal |

| Arbitro: | Chapron |

|             |           |                                |
| Corchia 71’ | Marcatori | 37’ Batshuayi 56’ Alessandrini |

| Nizza 1º novembre 2015, ore 14:00 CET 12ª giornata | Nizza | 0 – 0 referto | Lilla | Allianz Riviera (18.169 spett.)\| Arbitro: \| Bien \| |
| Arbitro:                                           | Bien  |               |       |                                                       |

| Arbitro: | Lesage |

|            |           |           |
| Sidibé 87’ | Marcatori | 73’ Danic |

| Arbitro: | Jaffredo |

|          |           |           |
| Jean 69’ | Marcatori | 9’ Benzia |

| Arbitro: | Hamel |

|                     |           |  |
| Sunu 20’ Traoré 25’ | Marcatori |  |

| Arbitro: | Schneider |

|            |           |  |
| Benzia 60’ | Marcatori |  |

| Arbitro: | Ennjimi |

|                   |           |                 |
| Delort 70’ (rig.) | Marcatori | 28’, 56’ Benzia |

| Arbitro: | Miguelgorry |

|                              |           |  |
| Bauthéac 28’, 55’ Sidibé 84’ | Marcatori |  |

| Arbitro: | Buquet |

|                |           |            |
| Ben Yedder 12’ | Marcatori | 87’ Boufal |

#### Girone di ritorno
| Arbitro: | El Hadj |

|            |           |          |
| Benzia 11’ | Marcatori | 45’ Hult |

| Arbitro: | Jaffredo |

|             |           |  |
| Diabaté 51’ | Marcatori |  |

| Arbitro: | Rainville |

|                   |           |                       |
| Boufal 25’ (rig.) | Marcatori | 77’, 80’ Cabot 86’ Pi |

| Arbitro: | Bastien |

|                 |           |             |
| Rabillard 90+6’ | Marcatori | 57’ Corchia |

| Arbitro: | Jochem |

|              |           |  |
| Soumaoro 59’ | Marcatori |  |

| Arbitro: | Hamel |

|          |           |                    |
| Éder 42’ | Marcatori | 89’ (rig.) Dembélé |

| Parigi 13 febbraio 2016, ore 17:00 CET 26ª giornata | Paris Saint-Germain | 0 – 0 referto | Lilla | Parc des Princes (45.391 spett.)\| Arbitro: \| Schneider \| |
| Arbitro:                                            | Schneider           |               |       |                                                             |

| Arbitro: | Bastien |

|            |           |  |
| Boufal 28’ | Marcatori |  |

| Arbitro: | El Hadj |

|                                  |           |  |
| Bérigaud 52’ Dabo 60’ Skhiri 86’ | Marcatori |  |

| Arbitro: | Lesage |

|                      |           |  |
| Lopes 63’ Éder 90+3’ | Marcatori |  |

| Arbitro: | Ennjimi |

|             |           |                       |
| Danic 90+2’ | Marcatori | 37’ Boufal 59’ Amadou |

| Arbitro: | Varela |

|                |           |  |
| Amalfitano 17’ | Marcatori |  |

| Arbitro: | Chapron |

|  |           |                           |
|  | Marcatori | 19’, 90+2’ Éder 58’ Sunzu |

| Arbitro: | Moreira |

|                                               |           |              |
| Amalfitano 37’ Éder 68’ Obbadi 79’ Sidibé 89’ | Marcatori | 90’ Bahlouli |

| Arbitro: | Letexier |

|                     |           |                                          |
| Pujol 41’ Touré 87’ | Marcatori | 19’, 74’, 84’ Boufal 88’ (aut.) Martínez |

| Villeneuve d'Ascq 27 aprile 2016, ore 18:30 CEST 35ª giornata | Lilla | 0 – 0 referto | Angers | Stade Pierre-Mauroy (32.001 spett.)\| Arbitro: \| Hamel \| |
| Arbitro:                                                      | Hamel |               |        |                                                            |

| Arbitro: | Bastien |

|  |           |           |
|  | Marcatori | 56’ Lopes |

| Villeneuve d'Ascq 7 maggio 2016, ore 21:00 CEST 37ª giornata | Lilla   | 0 – 0 referto | Guingamp | Stade Pierre-Mauroy (30.298 spett.)\| Arbitro: \| Delerue \| |
| Arbitro:                                                     | Delerue |               |          |                                                              |

| Arbitro: | Turpin |

|  |           |          |
|  | Marcatori | 41’ Éder |

### Coupe de France

#### Fase a eliminazione diretta
| Arbitro: | Fautrel |

|  |           |           |
|  | Marcatori | 41’ Tallo |

| Arbitro: | Varela |

|                                         |                      |                             |
| Cavaniol 57’                            | Marcatori            | 13’ Lopes                   |
| Cavaniol Papin Burgho Gnaleko Desenclos | Tiri di rigore 4 – 2 | Benzia Lopes Civelli Sidibé |

### Coupe de la Ligue

#### Fase a eliminazione diretta
| Arbitro: | Bastien |

|                        |           |           |
| Sunzu 49’ Guirassy 57’ | Marcatori | 29’ Perea |

| Arbitro: | Varela |

|            |           |  |
| Sidibé 79’ | Marcatori |  |

| Arbitro: | Chapron |

|                                |                      |                                     |
| Giresse Benezet Erdinç Lévêque | Tiri di rigore 2 – 4 | Boufal Sidibé Tallo Mavuba Bauthéac |

| Arbitro: | Turpin |

|                                                                  |           |              |
| Benzia 7’ Sané 41’ (aut.) Soumaoro 45’ Bauthéac 56’ Boufal 90+3’ | Marcatori | 33’ Chantôme |

| Arbitro: | Buquet |

|                          |           |            |
| Pastore 40’ Di María 75’ | Marcatori | 49’ Sidibé |

## Statistiche

### Statistiche di squadra
| Competizione      | Punti | In casa | In casa | In casa | In casa | In casa | In casa | In trasferta | In trasferta | In trasferta | In trasferta | In trasferta | In trasferta | Totale | Totale | Totale | Totale | Totale | Totale | DR  |
| Competizione      | Punti | G       | V       | N       | P       | Gf      | Gs      | G            | V            | N            | P            | Gf           | Gs           | G      | V      | N      | P      | Gf     | Gs     | DR  |
| ----------------- | ----- | ------- | ------- | ------- | ------- | ------- | ------- | ------------ | ------------ | ------------ | ------------ | ------------ | ------------ | ------ | ------ | ------ | ------ | ------ | ------ | --- |
| Ligue 1           | 60    | 19      | 9       | 6       | 4       | 21      | 11      | 19           | 6            | 9            | 4            | 18           | 16           | 38     | 15     | 15     | 8      | 39     | 27     | +12 |
| Coupe de France   | -     | -       | -       | -       | -       | -       | -       | 2            | 1            | 1            | 0            | 2            | 1            | 2      | 1      | 1      | 0      | 2      | 1      | +1  |
| Coupe de la Ligue | -     | 3       | 3       | 0       | 0       | 8       | 2       | 1            | 0            | 1            | 0            | 0            | 0            | 5      | 3      | 1      | 1      | 9      | 4      | +5  |
| Totale            | -     | 22      | 12      | 6       | 4       | 29      | 13      | 22           | 7            | 11           | 4            | 20           | 17           | 45     | 19     | 17     | 9      | 50     | 32     | +18 |

### Andamento in campionato
| Giornata  | 1  | 2  | 3  | 4  | 5  | 6  | 7  | 8  | 9  | 10 | 11 | 12 | 13 | 14 | 15 | 16 | 17 | 18 | 19 | 20 | 21 | 22 | 23 | 24 | 25 | 26 | 27 | 28 | 29 | 30 | 31 | 32 | 33 | 34 | 35 | 36 | 37 | 38 |
| --------- | -- | -- | -- | -- | -- | -- | -- | -- | -- | -- | -- | -- | -- | -- | -- | -- | -- | -- | -- | -- | -- | -- | -- | -- | -- | -- | -- | -- | -- | -- | -- | -- | -- | -- | -- | -- | -- | -- |
| Luogo     | C  | T  | C  | C  | T  | T  | C  | T  | C  | T  | C  | T  | C  | T  | T  | C  | T  | C  | T  | C  | T  | C  | T  | C  | C  | T  | C  | T  | C  | T  | C  | T  | C  | T  | C  | T  | C  | T  |
| Risultato | P  | N  | N  | V  | N  | N  | P  | P  | V  | N  | P  | N  | N  | N  | P  | V  | V  | V  | N  | N  | P  | P  | N  | V  | N  | N  | V  | P  | V  | V  | V  | V  | V  | V  | N  | V  | N  | V  |
| Posizione | 19 | 16 | 16 | 12 | 13 | 14 | 16 | 14 | 13 | 13 | 15 | 16 | 16 | 17 | 18 | 18 | 13 | 11 | 11 | 13 | 14 | 14 | 15 | 14 | 15 | 13 | 13 | 15 | 14 | 9  | 9  | 7  | 7  | 6  | 6  | 6  | 6  | 5  |

Fonte:  Classements, su lfp.fr, LFP.
Legenda:

Luogo: C = Casa; T = Trasferta. Risultato: V = Vittoria; N = Pareggio; P = Sconfitta.

### Statistiche dei giocatori
| Giocatore     | Ligue 1  | Ligue 1 | Ligue 1     | Ligue 1    | Coupe de France Coupe de la Ligue | Coupe de France Coupe de la Ligue | Coupe de France Coupe de la Ligue | Coupe de France Coupe de la Ligue | Totale   | Totale | Totale      | Totale     |
| Giocatore     | Presenze | Reti    | Ammonizioni | Espulsioni | Presenze                          | Reti                              | Ammonizioni                       | Espulsioni                        | Presenze | Reti   | Ammonizioni | Espulsioni |
| ------------- | -------- | ------- | ----------- | ---------- | --------------------------------- | --------------------------------- | --------------------------------- | --------------------------------- | -------- | ------ | ----------- | ---------- |
| I. Amadou     | 22       | 1       | 2           | 0          | 2+5                               | 0                                 | 0+2                               | 0                                 | 29       | 1      | 4           | 0          |
| M. Amalfitano | 15       | 2       | 2           | 0          | 1+1                               | 0                                 | 0                                 | 0                                 | 17       | 2      | 2           | 0          |
| A. Araujo     | 1        | 0       | 0           | 0          | 0+1                               | 0                                 | 0                                 | 0                                 | 2        | 0      | 0           | 0          |
| F. Balmont    | 28       | 0       | 6           | 0          | 0+3                               | 0                                 | 0+1                               | 0                                 | 31       | 0      | 7           | 0          |
| M. Baša       | 15       | 0       | 1           | 0          | 1+1                               | 0                                 | 0                                 | 0                                 | 17       | 0      | 1           | 0          |
| E. Bauthéac   | 28       | 2       | 7           | 0          | 2+4                               | 0+1                               | 0+1                               | 0                                 | 34       | 3      | 8           | 0          |
| F. Béria      | 2        | 0       | 0           | 0          | 0+1                               | 0                                 | 0                                 | 0                                 | 3        | 0      | 0           | 0          |
| Y. Benzia     | 25       | 5       | 4           | 0          | 1+3                               | 0+1                               | 0                                 | 0                                 | 29       | 6      | 4           | 0          |
| S. Boufal     | 29       | 11      | 12          | 1          | 1+5                               | 0+1                               | 0                                 | 0                                 | 35       | 12     | 12          | 1          |
| J. Butez      | -        | -       | -           | -          | -                                 | -                                 | -                                 | -                                 | -        | -      | -           | -          |
| R. Civelli    | 32       | 0       | 6           | 2          | 1+3                               | 0                                 | 0+1                               | 0                                 | 36       | 0      | 7           | 2          |
| S. Corchia    | 33       | 2       | 6           | 0          | 2+5                               | 0                                 | 0+1                               | 0                                 | 40       | 2      | 7           | 0          |
| Éder          | 13       | 6       | 1           | 0          | 0+1                               | 0                                 | 0                                 | 0                                 | 14       | 6      | 1           | 0          |
| S. Elana      | 0        | 0       | 0           | 0          | 2+0                               | -1                                | 0                                 | 0                                 | 2        | -1     | 0           | 0          |
| V. Enyeama    | 35       | -24     | 3           | 1          | 0+4                               | -3                                | 0                                 | 0                                 | 39       | -27    | 3           | 1          |
| M. Frey       | -        | -       | -           | -          | -                                 | -                                 | -                                 | -                                 | -        | -      | -           | -          |
| B. Guillaume  | 10       | 0       | 1           | 0          | 1+1                               | 0                                 | 0                                 | 0                                 | 12       | 0      | 1           | 0          |
| S. Guirassy   | 8        | 0       | 2           | 0          | 0+1                               | 0+1                               | 0                                 | 0                                 | 9        | 1      | 2           | 0          |
| Y. Koné       | 1        | 0       | 0           | 0          | 1+0                               | 0                                 | 0                                 | 0                                 | 2        | 0      | 0           | 0          |
| M. Lopes      | 12       | 2       | 1           | 0          | 1+3                               | 1+0                               | 1+0                               | 0                                 | 16       | 3      | 2           | 0          |
| M. Maignan    | 4        | -3      | 0           | 0          | 0+1                               | -1                                | 0                                 | 0                                 | 5        | -4     | 0           | 0          |
| M. Martin     | 12       | 0       | 1           | 0          | 2+0                               | 0                                 | 0+1                               | 0                                 | 14       | 0      | 2           | 0          |
| R. Mavuba     | 35       | 0       | 5           | 0          | 0+2                               | 0                                 | 0                                 | 0                                 | 37       | 0      | 5           | 0          |
| N. Mbemba     | 1        | 0       | 0           | 0          | 0                                 | 0                                 | 0                                 | 0                                 | 1        | 0      | 0           | 0          |
| S. Meïté      | 3        | 0       | 0           | 0          | 0+1                               | 0                                 | 0                                 | 0                                 | 4        | 0      | 0           | 0          |
| R. Mendes     | 3        | 0       | 0           | 0          | -                                 | -                                 | -                                 | -                                 | 3        | 0      | 0           | 0          |
| L. Nangis     | 11       | 0       | 2           | 0          | 1+2                               | 0                                 | 0+1                               | 0                                 | 14       | 0      | 3           | 0          |
| M. Obbadi     | 30       | 1       | 8           | 0          | 2+3                               | 0                                 | 1+1                               | 0                                 | 35       | 1      | 10          | 0          |
| B. Pavard     | 13       | 0       | 3           | 0          | 1+3                               | 0                                 | 1+0                               | 0                                 | 17       | 0      | 4           | 0          |
| R. Rodelin    | 1        | 0       | 0           | 0          | -                                 | -                                 | -                                 | -                                 | 1        | 0      | 0           | 0          |
| D. Sidibé     | 37       | 4       | 3           | 0          | 2+4                               | 0+2                               | 1+0                               | 0                                 | 43       | 6      | 4           | 0          |
| A. Soumaoro   | 28       | 1       | 6           | 0          | 1+2                               | 0+1                               | 0                                 | 0                                 | 31       | 2      | 6           | 0          |
| S. Sunzu      | 12       | 1       | 2           | 1          | 1+3                               | 0+1                               | 0+1                               | 0                                 | 16       | 2      | 3           | 1          |
| G. Tallo      | 23       | 0       | 2           | 0          | 1+3                               | 1+0                               | 0+1                               | 0                                 | 27       | 1      | 3           | 0          |
| Y. Yeboah     | 3        | 0       | 0           | 0          | 1+1                               | 0                                 | 0+1                               | 0                                 | 5        | 0      | 1           | 0          |